# 韓國大學總學生會聯合
韓國大學總學生會聯合（韓語：한국대학총학생회연합），常簡稱為韓總聯（朝鮮語：한총련），是大韓民國的青年學生組織，實是朝鮮組織泛青學聯在朝鮮半島南部運作的分支。成立於1993年，主要地點設在首爾的高麗大學，以及光州的全南大學。
韓總聯有如下主張：反美帝國主義，反對駐韓美軍的存在，實現朝鮮半島的和平統一。由於具有明顯的親朝傾向，1999年根據韓國《國家保安法》，該組織被認定為非法並被封鎖。直至2010年，其網站也被強制關閉。